# Plaça de Tetuan
Plaça de Tetuan è una delle piazze principali di Barcellona.
La piazza si trova a Fort Pienc nel distretto dell'Eixample, all'incrocio tra la Gran Via de les Corts Catalanes e il Passeig de Sant Joan, e prende il nome dalla battaglia di Tétouan, che vide l'assedio e l'occupazione della città marocchina di Tétouan da parte del generale Joan Prim.

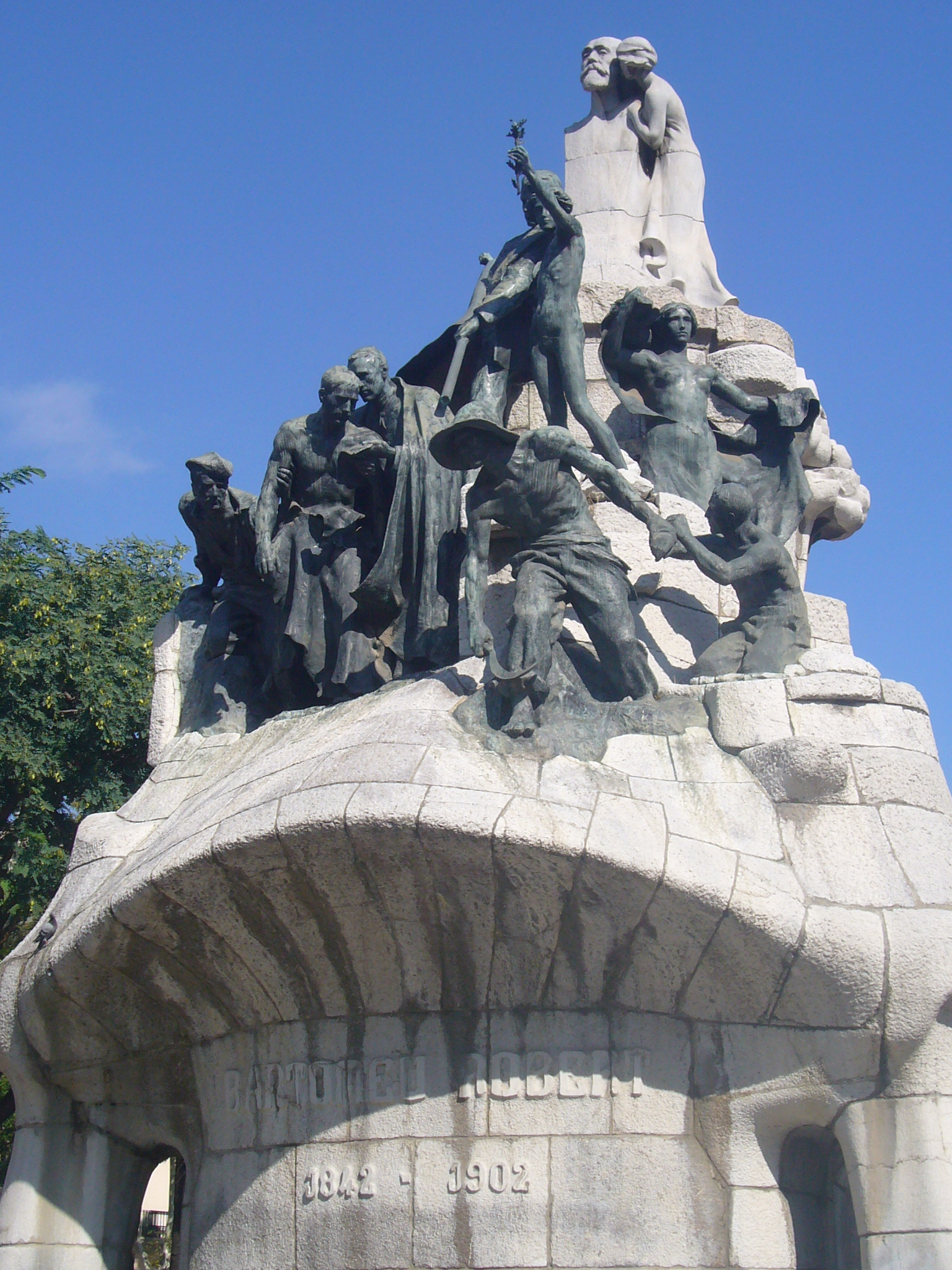
Monumento al Doctor Robert

Al centro della piazza si trova il Monumento al dottor Robert dello scultore Josep Llimona. Bartomeu Robert era professore di patologia interna all'Università di Barcellona e successivamente venne eletto sindaco di Barcellona nel 1899 e al parlamento spagnolo nel 1901. Il monumento fu costruito in Plaça de la Universitat tra il 1904 e il 1910, ma nel 1940 venne smantellato dallo Stato franchista e trasferito a Plaça de Tetuan nel 1985.
Nella piazza si trova la stazione Tetuán della linea L2 della metropolitana di Barcellona.